# 截半正二十四胞体
截半正二十四胞体由48个三维胞组成: 24个立方体, 和24个截半立方体。每个顶点周围环绕着三个截半立方体和两个立方体。

## 构造
截角正二十四胞体的细胞可以通过在正二十四胞体的棱的中点处截断其顶点。截断的24个正八面体变成新的截半立方体，并在原来的顶点处产生了24个新的立方体。

## 结合
截角八面体的三角形面彼此结合在一起，而它们的正方形面则连接到立方体。

## 投影
| Fk 考克斯特平面 | F4   | B4  | B3  | B2  |
| --------------- | ---- | --- | --- | --- |
| Graph           |      |     |     |     |
| 二面体群        | [12] | [6] | [8] | [4] |